# Inokulum
Inokulum (fra latin: Inoculum) er en betegnelse for podemateriale, dvs. et materiale, der tilsættes et andet materiale med henblik på enten at opdyrke podematerialet eller at inficere det materiale, podematerialet er tilsat.
Et eksempel herpå kan være tilsættelsen af en bakteriekultur, eller en kultur af mælkesyrebakterier der tilsættes mælk for at fremstille yoghurt.